# Synema globosum
Il ragno napoleone (Synema globosum Fabricius, 1775) è un ragno della famiglia Thomisidae, diffuso in Europa e Asia.

## Descrizione

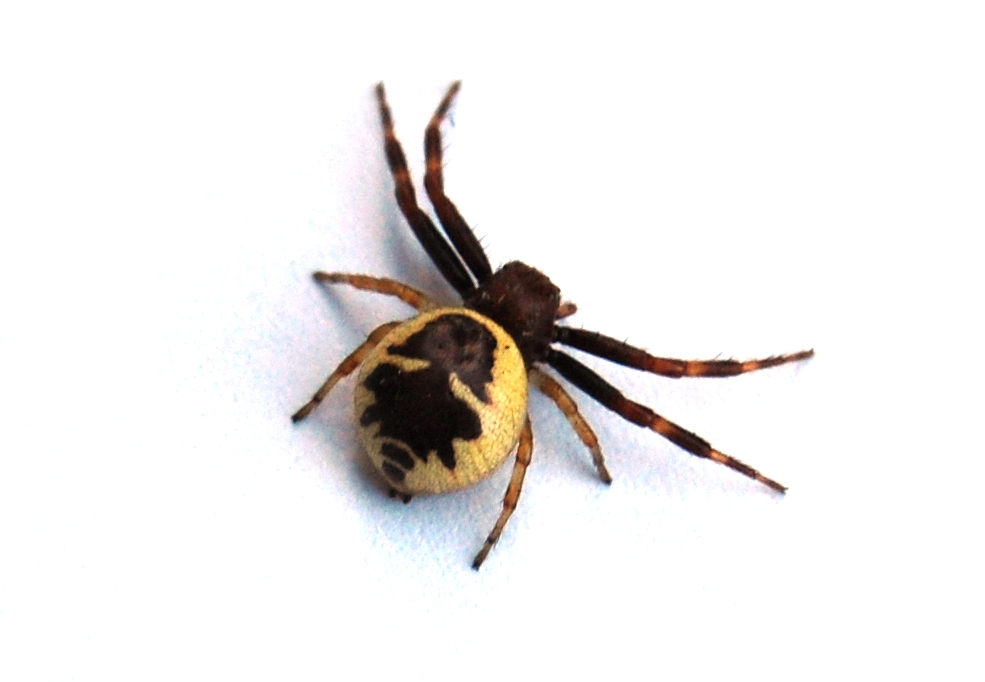
Femmina

La femmina di Synema globosum misura 7-8 millimetri di diametro, mentre il maschio non supera i 2–4 mm. Le due paia di arti anteriori, utilizzate per la caccia, sono più sviluppate di quelle posteriori, che hanno prevalente funzione locomotoria.
La caratteristica saliente di questa specie è la colorazione dell'addome che può essere rosso o giallo, ornato da un disegno nero; in quest'ultimo alcuni autori hanno trovato una certa somiglianza con la silhouette di Napoleone, da cui il nome comune attribuito alla specie.

## Biologia
Al pari di altre specie della famiglia Thomisidae questi ragni non tessono una ragnatela ma sorprendono le prede attaccandole direttamente.

## Distribuzione
È una specie molto comune in gran parte dell'area paleartica, dalle regioni del bacino del Mediterraneo sino all'Asia centrale e orientale.

## Sottospecie
- Synema globosum clarum Franganillo, 1913
- Synema globosum flavum Franganillo, 1913
- Synema globosum nigriventer Kulczynski, 1901
- Synema globosum pulchellum Franganillo, 1926